# Calpis

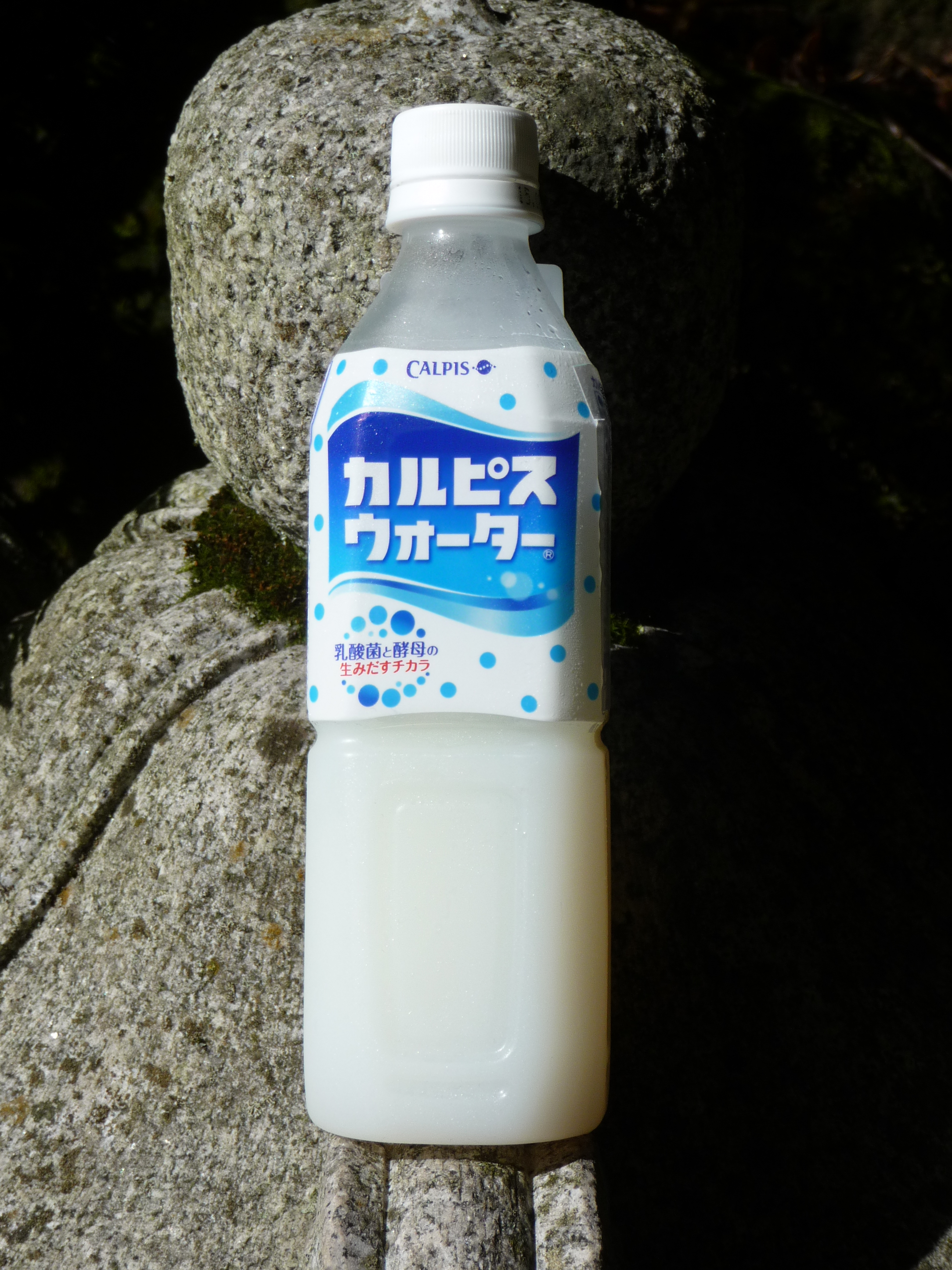
Calpis Water

Le Calpis (カルピス, Karupisu) est une boisson sans alcool, composée d'eau et de ferments lactiques, très populaire au Japon. Calpis est produite par Calpis Co., Ltd. (カルピス株式会社, Karupisu Kabushiki-gaisha), dont le siège social est situé dans l'arrondissement de Shibuya, à Tokyo.
Son goût légèrement lacté et acide peut être rapproché du goût d'un yaourt sucré dilué dans de l’eau (dont il a la texture). Il est d'ailleurs principalement composé d'eau, de lait en poudre et d'acide lactique et résulte de la fermentation de ce dernier.
Cette boisson est le plus souvent vendue sous forme concentrée et doit être diluée dans de l'eau (éventuellement dans du lait), avant d'être consommée. Des versions pré-diluées sont vendues sous le terme générique de Calpis Water (カルピスウォーター), et, pour la version soda, sous le nom Calpis Soda (カルピスソーダ). Le calpis est aussi utilisé en tant que sirop pour aromatiser les kakigōri (glace pilée) ou encore dans des cocktails et chu-hi (酎ハイ, chūhai, « shōchū highball »).
Commercialisée pour la première fois en 1919, cette boisson est également connue sous le nom de calpico (カルピコ), pour éviter la connotation négative de la dernière syllabe. Elle est rapidement devenue populaire dans le Japon d'avant-guerre car sous forme concentrée, elle pouvait être conservée longtemps sans réfrigération. Le packaging utilisait alors un motif à pois blanc sur fond bleu, jusqu'à ce que les couleurs soient inversées en 1953. Il fut inspiré à l'origine par le thème de la voie lactée, en référence au festival japonais de Tanabata, ayant lieu chaque année le 7 juillet, qui est perçu comme l'annonce du début de l'été au Japon.

## Utilisation
Sous sa forme non concentrée (déjà dilué dans l'eau), le Calpis se boit directement. Mais c'est sous forme concentrée qu'elle révèle tout son potentiel.
En effet, dans son pays d'origine, le Calpis concentré est couramment utilisé dans la préparation de softdrinks et autres cocktails alcoolisés tel que le Calpis Sour (Calpis, Vodka et eau gazeuse) ou encore le Eleven violet (Calpis, eau et vin rouge).
Dans sa recette de base, le Calpis est généralement dosé comme suit : une dose de celle-ci pour quatre doses d'eau glacée.

## Variantes
Le Calpis est décliné notamment en l'aromatisant avec différents goûts de fruits. Parmi les arômes de fruits utilisés, on trouve : la fraise, le raisin, le matcha, la goyave, la mangue, le lychee, l'ananas (seulement disponible à Okinawa), l'orange, mikan, le melon, la pêche, l'aloe-vera, et la crème.  Le calpis est aussi disponible aromatisé à la pomme en version allégé (70 % de calorie en moins). une version « zero calorie » du « Calpis Water » existe aussi, sous le label « Calpis Zero ». Au Japon et à Taïwan, on peut aussi trouver des versions alcoolisées du Calpis telles que le « Calpis Sour » et le « Calpis Bartime », ces derniers étant des cocktails pré-fabriqués aux arômes de fruits.
La compagnie Calpis Co., Ltd. (カルピス株式会社, Karupisu Kabushiki-gaisha) produit aussi d'autres boissons, du café en cannettes au yaourt liquide tel que le « Gun Gun Gurt ». Ils produisent aussi du beurre de Calpis et du vinaigre de Calpis.
Calpis Co. Ltd. est aussi le distributeur japonais des jus de fruit Welch's et des eaux d'Évian. Enfin, il y a un sucre de Calpis qui reprend les couleurs bleu et blanc de la société.

## Nom
Le nom Calpis est en fait un mot-valise, en combinant le cal de calcium et le pis du sanskrit sarpis (goût suprême). Il est à noter que le terme sarpis est utilisé au Japon pour décrire l'essence des enseignements bouddhistes.

## Logo
Le logo original du Calpis était une représentation simplifiée en noir et blanc d'un homme noir avec de grosses lèvres qui buvait un verre à l'aide d'une paille. Le logo a été élaboré à partir d'une toile peinte par un artiste allemand représentant une personne de couleur noire portant un chapeau Panama. Le logo est devenu politiquement incorrect de sorte que le noir et le blanc ont d'abord été renversés pour finalement être abandonné.